# Trials HD
Trials HD est un jeu vidéo de trial mêlant course et plates-formes développé par RedLynx et édité par Microsoft Game Studios. Il est d'abord sorti en 2009 sur Xbox Live Arcade dans le cadre du deuxième Summer of Arcade, puis en 2011 dans une version boîte comprenant également Limbo et 'Splosion Man. Le jeu est intégré dans l'édition Gold de Trials Evolution éditée par Ubisoft.

## Système de jeu
Au guidon d'une moto de cross, le joueur doit traverser en un temps limité et en un nombre d'essais limité 35 parcours, répartis en cinq niveaux de difficulté : Débutant, Facile, Moyen, Difficile et Extrême. Pour ce faire, il peut simplement accélérer, freiner, et orienter son pilote vers l'avant ou vers l'arrière. Il faut souvent combiner les commandes pour réussir à passer un obstacle: accélérer et s'incliner en avant pour gravir une pente très raide, ou bien encore s'incliner en arrière, accélérer brutalement puis s'incliner en avant pour effectuer des sauts. À la fin d'un parcours la performance du joueur est évalué en fonction de son temps et du nombre d'essais effectués et il est récompensé par une médaille en Bronze, Argent, Or ou Platine.
Le jeu propose également 12 mini-jeux d'adresse ainsi qu'un éditeur de pistes permettant aux joueurs de concevoir leur propre parcours et de les partager avec leurs amis sur le Xbox Live.

## Contenu téléchargeable (DLC)
Deux packs de contenu supplémentaire sont disponibles pour Trials HD:
- BIG Pack : sorti le 23 décembre 2009, il contient 23 nouveaux parcours, 12 mini-jeux ainsi que des objets supplémentaires pour l'éditeur de niveaux[2]
- Big Thrills : sorti le 1er décembre 2010, il contient 40 nouveaux parcours dont 10 sont des créations réalisées par la communauté des joueurs de Trials HD[3]

À noter que ces deux DLC ne sont pas inclus avec Trials HD dans l'édition Gold de Trials Evolution.

## Accueil

### Critique
Trials HD a reçu un accueil très positif lors de sa sortie, atteignant un score de 86% sur Metacritic et GameRankings. La plupart des critiques louent la simplicité de son gameplay, la qualité de son level design ainsi que sa rejouabilité très importante. Le point négatif le plus fréquemment cité reste la grande difficulté du jeu dans les niveaux les plus avancés qui peut générer un sentiment de frustration chez le joueur.

### Ventes
Le jeu a été une grande réussite commerciale car il a été vendu à plus de 2 millions d'exemplaires uniquement sur Xbox 360. Il est l'un des jeux du Xbox Live Arcade les plus vendus.